# Mazda 818

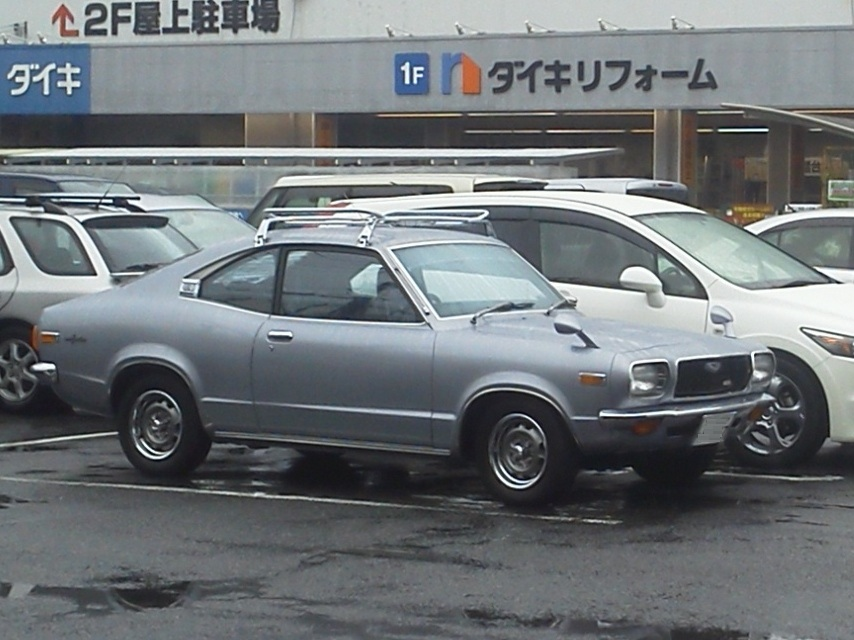
Mazda Grand Familia Coupé

Der Mazda 818 war ein PKW der Mittelklasse, den Mazda in Japan von 1971 bis 1978 fertigte. Zusammen mit den Modellen 1000, 1500/1800 und 616 gehörte er zu den ersten Modellen, die Mazda auch in Europa angeboten hat. In anderen Märkten wurde der Wagen als Mazda Familia (USA, Japan) oder Mazda 808 (USA, Australien, Neuseeland) eingeführt. Den Modellnamen Familia hatte Mazda zuvor schon für die Modelle 800 sowie 1000 verwendet, und er sollte später auch den 323 zieren. Da Mazda 1000 und Mazda 818 auf manchen Märkten gleichzeitig im Modellprogramm gewesen sind, wurde das Modell 818 der Unterscheidung wegen als Grand Familia bezeichnet.
Der Wagen war zunächst als viertürige Limousine (Sedan) und zweitüriges Coupé erhältlich. Er besaß in Europa den gleichen Vierzylinder-OHC-Reihenmotor mit 1.586 cm³ Hubraum und 75 PS (55 kW) wie der 616, womit er zur damaligen Zeit als gut motorisiert galt. Die Motorkraft wurde über ein manuelles Vierganggetriebe mit Mittelschaltung und eine Kardanwelle an die Hinterräder weitergeleitet.
1976 stand die erste Modellpflege an. Wichtigste Änderung für Europa war der neue Motor mit 1.272 cm³ Hubraum und 60 PS (44 kW) der anstatt des (zunächst weiter erhältlichen) 1,6-l-R4-Motors geordert werden konnte. Kosmetische Änderungen betrafen runde Scheinwerfer anstatt der bisherigen Rechteckscheinwerfer, kleinere Retuschen an der Karosserieverkleidung, und Felgen in neuem Design. Als zusätzliche Karosserievariante wurde ein 5-türiger Kombi unter der Bezeichnung Variabel angeboten. Die Limousine mit 1,3-l-R4-Motor konnte auf Wunsch mit einer dreistufigen Automatik bestellt werden.
Von 1972 bis 1978 wurde der Mazda 818 in allen Karosserievarianten auch mit Zweischeiben-Wankelmotor und veränderter Karosseriefront als RX-3 angeboten. Diese Modellvariante ist nicht auf allen Märkten erhältlich gewesen und in Japan, den USA, Australien sowie Neuseeland unter dem Modellnamen Savanna verkauft worden.
1977 entfiel der 1,6-l-Motor für die Limousine in Deutschland. 1978 wurde die Produktion eingestellt und im Juli 1979 der letzte Mazda 818 in Deutschland ausgeliefert, sodass der seit 1977 hergestellte 323 nun das kleinste Mazda-Modell auf dem deutschen Markt war. Das 818 Coupé bzw. RX-3 Coupé erhielt mit dem neuen Mazda RX-7 einen Nachfolger, die Limousine wurde durch den neuen Mazda 626 und der Kombi durch den neuen Mazda 929 ersetzt.

## Lizenzbauten
- Der baugleiche Kia Brisa II/K-303 wurde von 1975 bis 1981 in Südkorea produziert.